# Osiny (powiat łaski)
Osiny – wieś w Polsce położona w województwie łódzkim, w powiecie łaskim, w gminie Sędziejowice.
| SIMC    | Nazwa         | Rodzaj    |
| ------- | ------------- | --------- |
| 0712315 | Koziarnia     | część wsi |
| 0712321 | Osiny-Kolonia | część wsi |
| 0712338 | Salomea       | część wsi |

W latach 1975–1998 miejscowość należała administracyjnie do województwa sieradzkiego.
Osiny sąsiadują z wsiami Żagliny, Wola Wężykowa oraz Korczyska.